# Chiesa di Sant'Antonio (Livo, Trentino-Alto Adige)
La chiesa di Sant'Antonio, o chiesa di Sant'Antonio Abate, è la parrocchiale di Preghena, frazione di Livo in Trentino. Risale al XIV secolo.

## Storia
La prima citazione riferita alla chiesa di Preghena risale ad un documento testamentario del 1384. Verso la fine del XV secolo la chiesa medievale venne quasi certamente distrutta da un incendio quindi ricostruita seguendo lo stile gotico e, nel 1531, ampliata anche con la costruzione di un loggiato esterno davanti alla facciata (chiamato localmente glesiot).
A partire dal 1590 parte della vota a crociera della sala venne decorata con affreschi eseguiti da artisti di scuola germanica.
La cappella laterale dedicata a Sant'Antonio da Padova venne edificata nel XVII secolo, e attorno alla metà del secolo ebbe la concessione del fonte battesimale e della custodia dell'Eucaristia.
Un nuovo incendio, dopo quello del XV secolo, distrusse l'edificio che venne ricostruito, nel 1692.
Nella seconda metà del XVIII secolo venne costruita la nuova sacrestia, poi Mattia Lampi dipinse la Via Crucis presente nella sala. Ottenne dignità curiaziale nel 1773 anche se per un certo periodo venne ostacolata dalla pieve di Livo, la chiesa della Natività di Maria.
Negli anni cinquanta venne restaurata ed ampliata. L'antica facciata storica venne abbattuta e venne costruita una parte di gusto moderno a costituire l'avancorpo dell'edificio. Ai lati dell'ingresso sono murate due colonne che erano appartenute alla cantoria demolita con la loggia in controfacciata. Sul portale a sud venne aperto un rosone.
Alla fine del decennio degli anni settanta la chiesa venne nuovamente restaurata e fu oggetto di un furto sacrilego, perché vennero rubate diverse statue lignee policrome che ornavano gli altari.
Gli ultimi interventi si sono conclusi nel 2003. Sono stati valorizzati gli affreschi nella cappella di Sant'Antonio, si è rifatta la pavimentazione, sono stati ripristinati gli originali finestroni e riscoperto l'antico fonte battesimale. La torre campanaria è stata restaurata col rifacimento della copertura e il tetto della chiesa è stato rinnovato con scandole in larice.

## Descrizione
Gli affreschi realizzati nel XVI secolo da artisti tedeschi sono interpretazioni e trasposizioni in chiave sacra di soggetti profani. All'interno della zona presbiteriale la Madonna con Bambino è forse attribuibile a Giovanni e Battista Baschenis. L'ancona dell'altar maggiore è di Andrea Carneri.